# Haus des Architekten Holowan

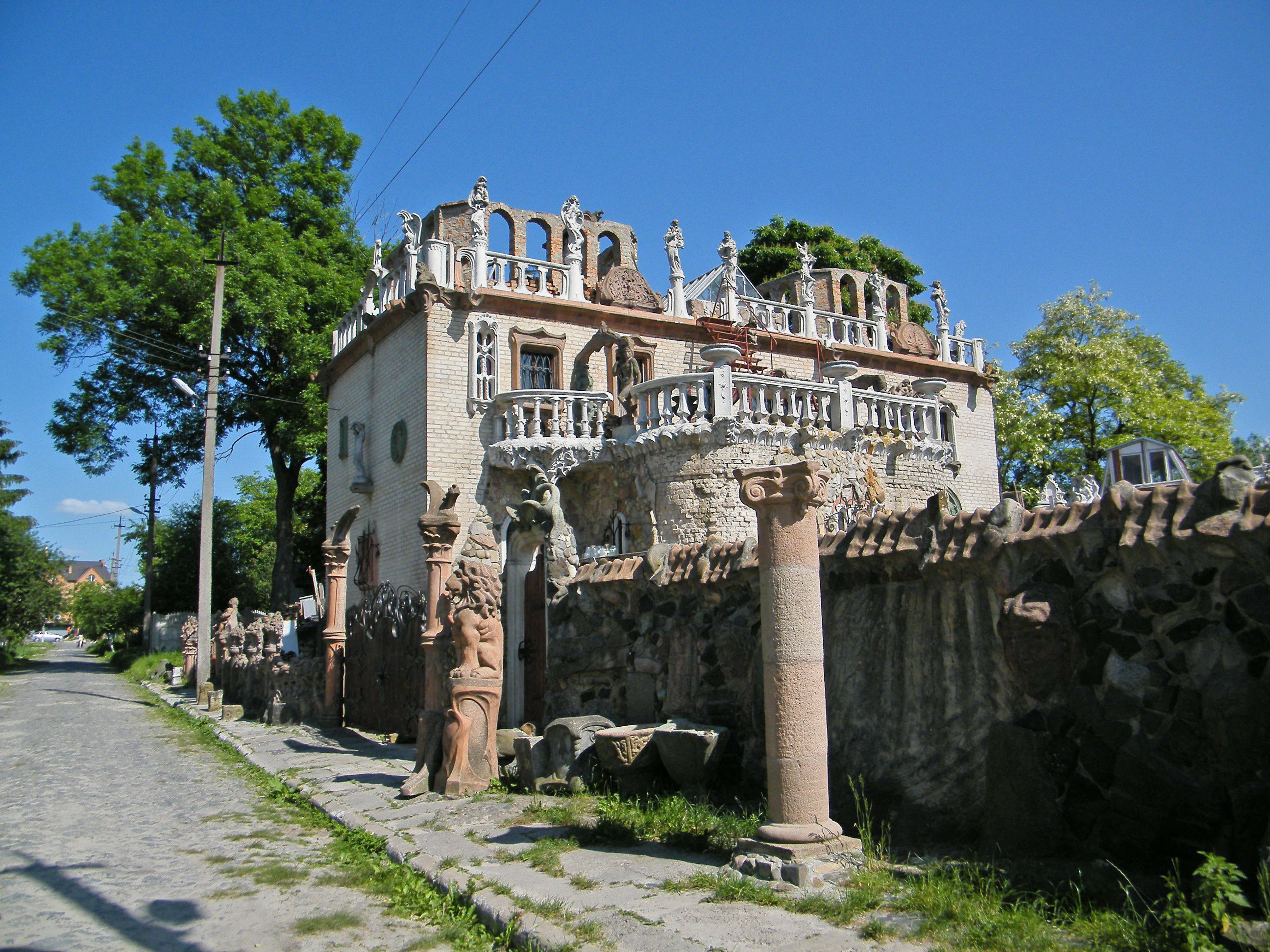
Das Haus des Architekten Holowan in Luzk

Das Haus des Architekten Holowan (ukrainisch Буди́нок архіте́ктора Голованя́/Budynok Holowanja) ist ein Gebäude in Luzk, der Hauptstadt der Oblast Wolyn in der Ukraine. Es steht in der Altstadt, direkt am Ufer des Styr.
Das Gebäude wurde vom Wolhynischen Architekten Rostislaw G. Metelnizkyj geplant und nach seiner Errichtung vom Steinmetz Nikolai Holowan seit 1980 schrittweise mit verschiedenen Skulpturen geschmückt. Der Bauschmuck zeigt überwiegend Steinskulpturen von Chimären, die dem Bauwerk zu seinem Namen verhalfen. Über dem Eingang befindet sich ein Monogramm mit den kyrillischen Buchstaben Н. М. Г., den Initialen von Nikolai Holowan. An der Fassade stellt ein Flachrelief die Familie des Bildhauers dar; es ist aus grünem Sandstein gefertigt. Am gesamten Haus sind bis zum Jahr 2011 mehr als 500 Skulpturen angebracht worden. Im Hof lagern noch unzählige Steine, Fragmente und Skulpturen der verschiedensten Größen, die noch auf ihre Fertigstellung und Anbringung warten.  

## Detailansichten

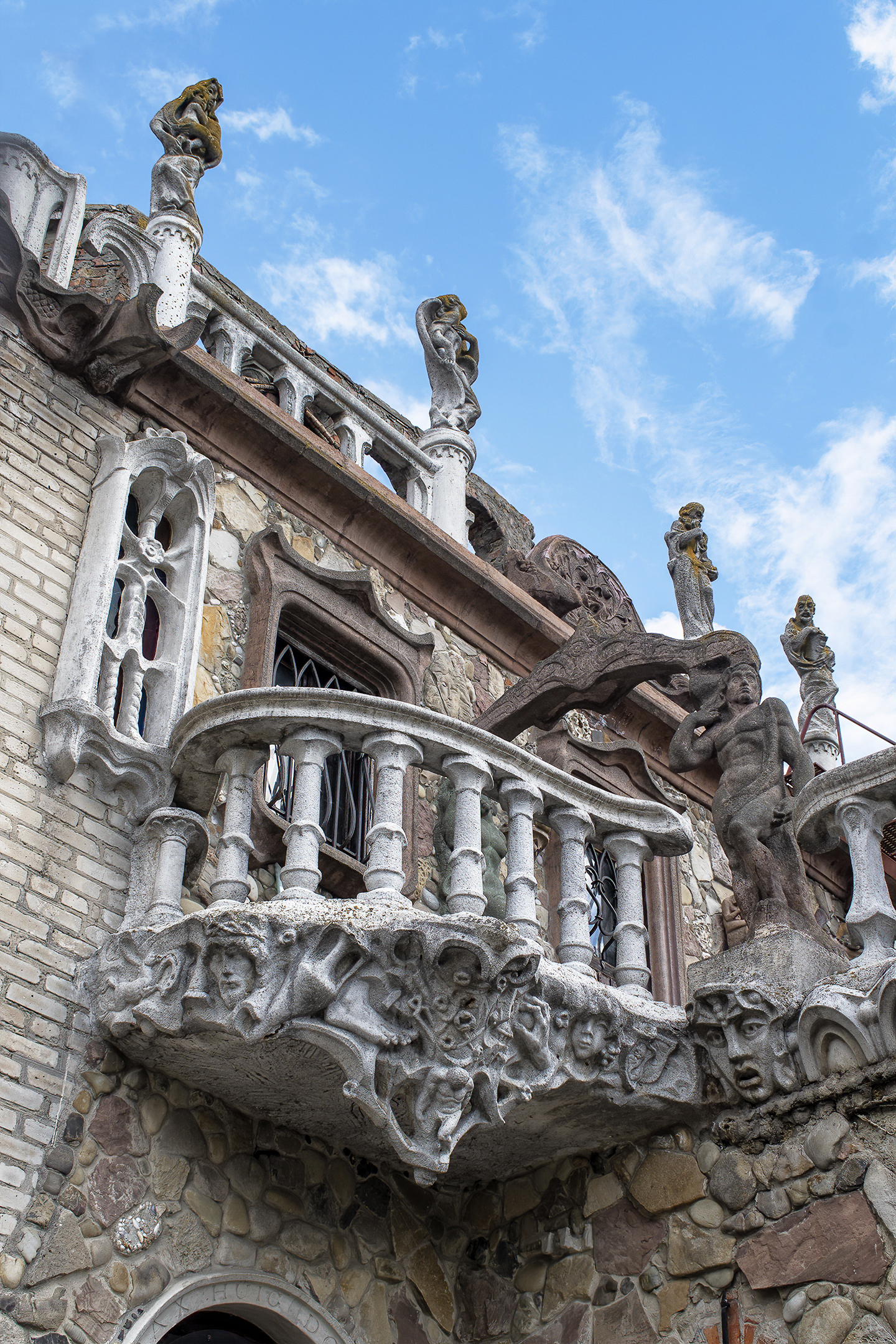
Eingang zum Haus
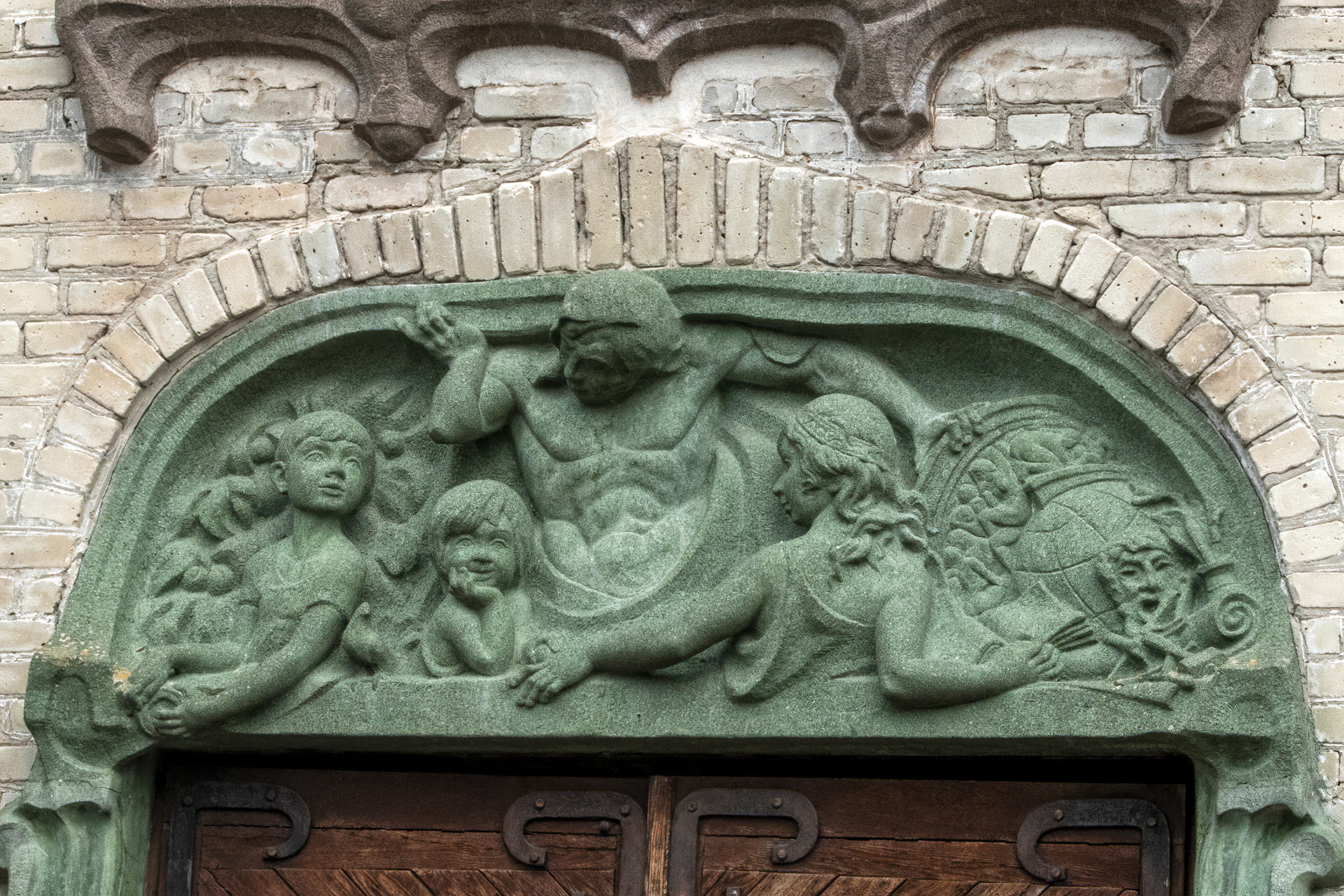
Relief aus grünem Sandstein
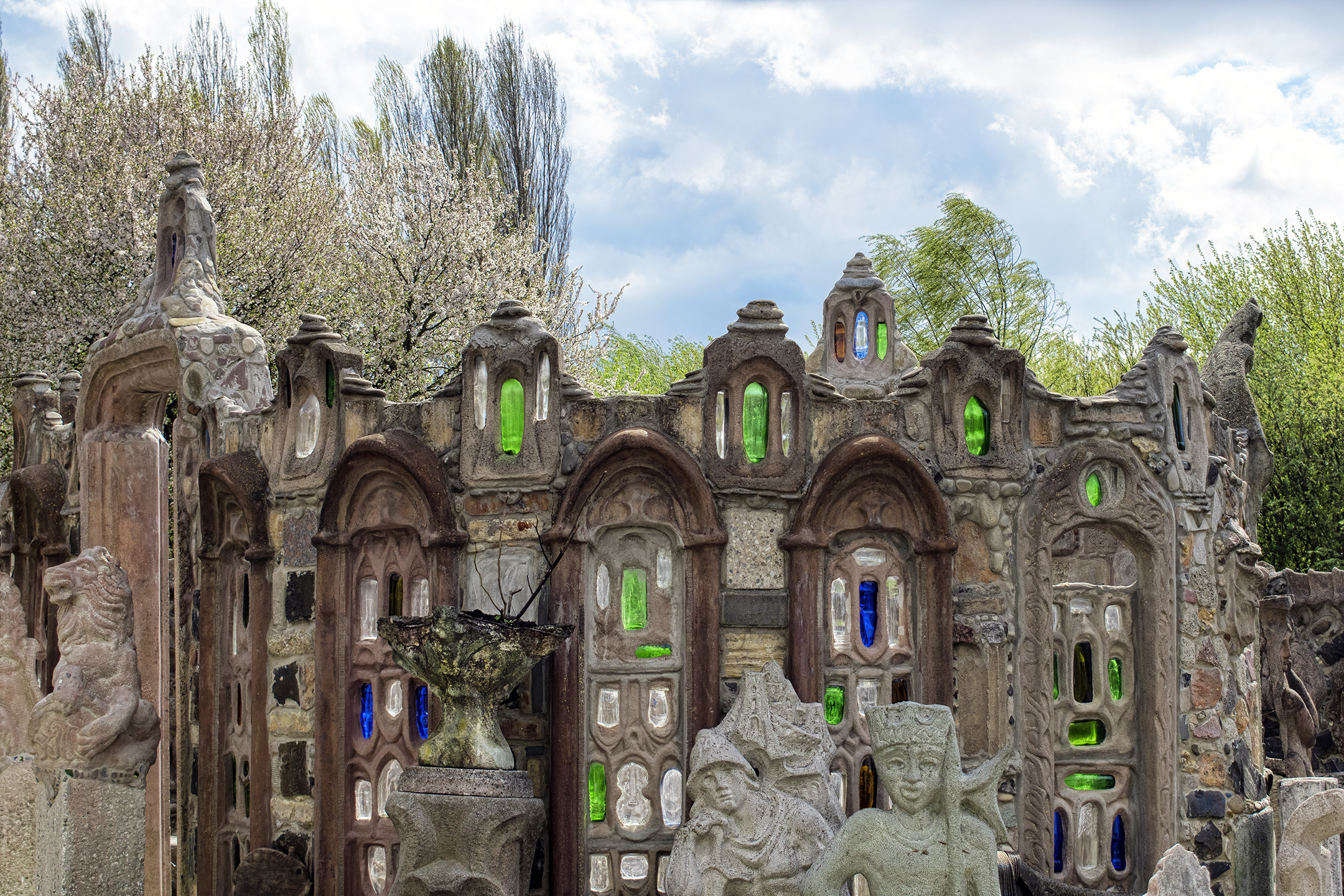
Zusammensetzung im Hof
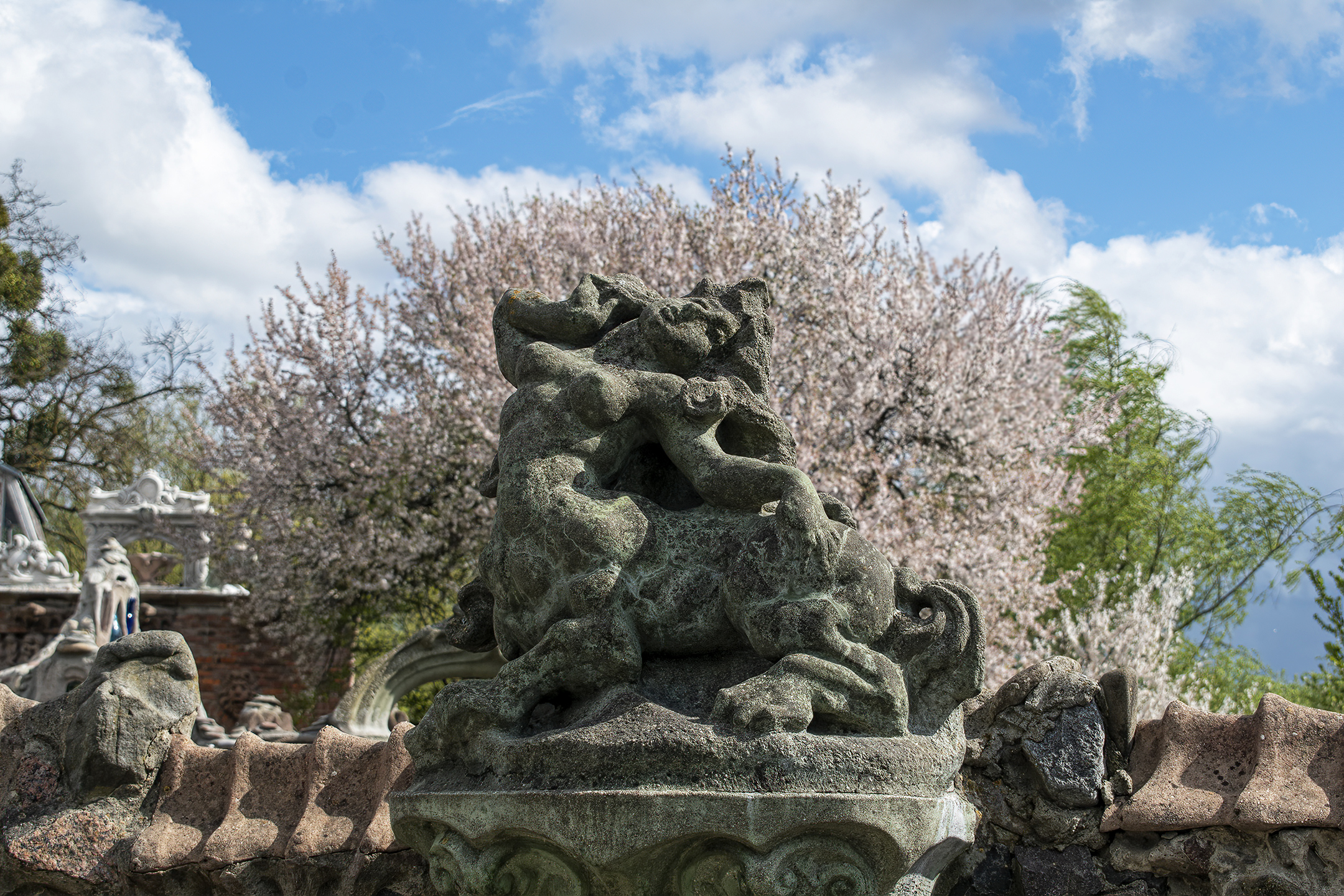
Zentaur Skulptur
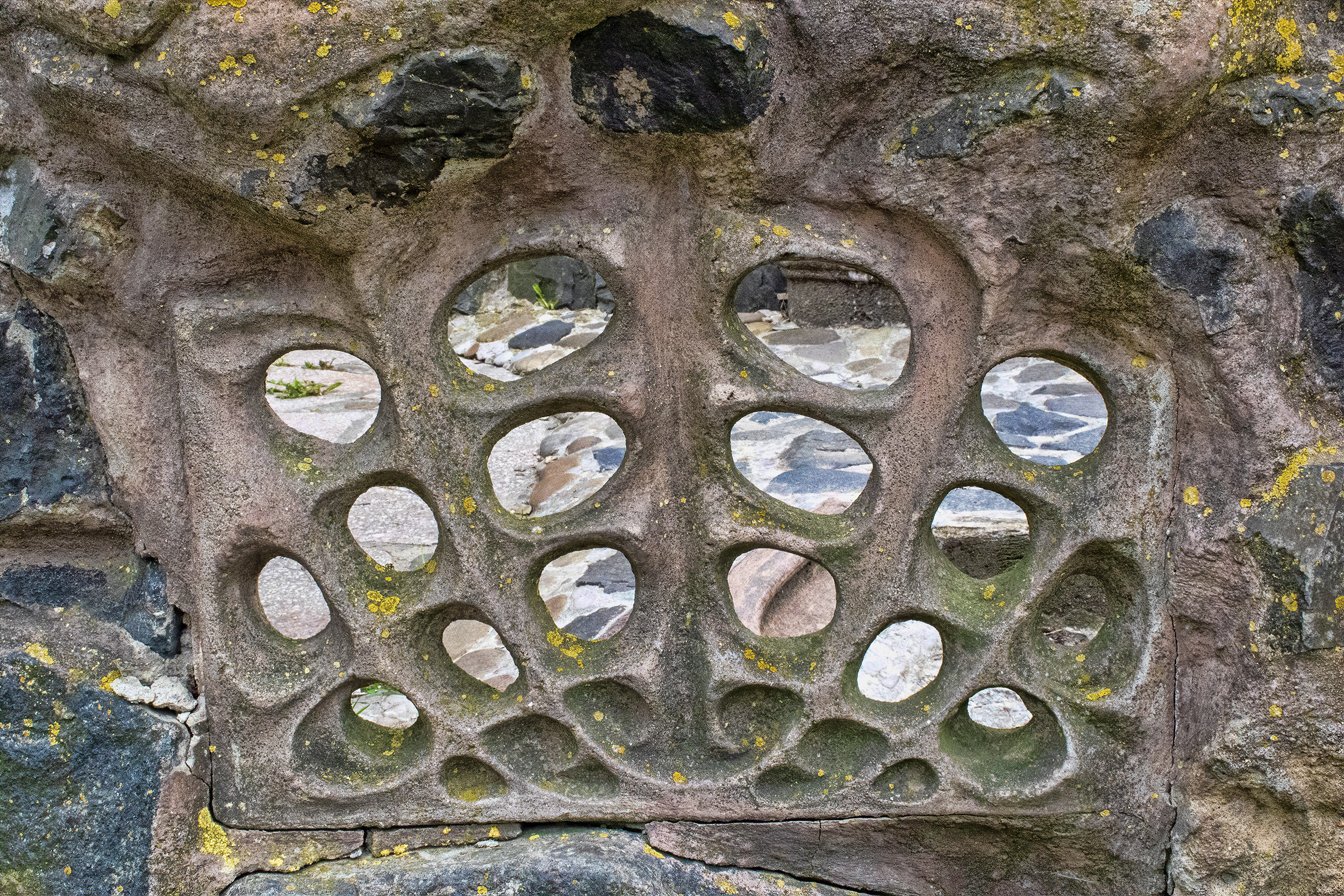
Außenmauer